# 馮皓詩
馮皓詩（英語：Gladys Ho-Sze Fung，1988年6月28日—），她在8歲時開始拍電視劇及電影，其後開始展開雜誌模特兒和電影生涯，曾是英皇娛樂旗下藝人，及後退出娛樂圈成為全職舞蹈員兼舞蹈教師。

## 簡歷
馮皓詩在4歲時開始學習芭蕾舞，16歲成功取得8級芭蕾舞證書，現擁有第3級芭蕾舞導師牌。她曾參與多項大型活動的芭蕾舞部份，如香港小姐選舉、國慶活動、北區滅罪活動等，到了8歲時，已開始拍電視劇、電影、廣告等。
1998年，她參與無綫電視劇《鹿鼎記》，飾演梁小冰角色的童年，之後便參與許多電視劇的演出。直到16、17歲寫信到英皇毛遂自薦，結果獲英皇高層霍汶希接見，並簽約旗下跟湯怡、梁展儀組成「煎釀三寶」，成為公司力捧新星，之後拍過《寶貝計劃》、《愛‧鬥大》及《一個好爸爸》等，2009年拍畢《很想和你在一起》退出娛樂圈。

## 演出作品

### 電影
- 2000年：《友情歲月山雞故事》飾 駱詠芝童年
- 2006年：《寶貝計劃》飾 四妹
- 2007年：《男兒本色》飾 波子
- 2008年：《愛‧鬥大》飾 詩
- 2008年：《十分。鐘情》
- 2008年：《一個好爸爸》飾 小雪
- 2009年：《很想和你在一起》飾 Jenny

### 電視節目
- 1995年：無綫電視劇集《刑事偵緝檔案》
- 1996年：無綫電視劇集《西遊記》
- 1998年：無綫電視劇集《鹿鼎記》
- 1998年：無綫電視劇集《難兄難弟之神探李奇》
- 2000年：無綫電視劇集《碧血劍》
- 2001年：無綫電視劇集《美麗人生》
- 2005年：無綫電視劇集《同撈同煲》

### 廣告
- 1994年：宜家傢俬
- 2004年：索尼(6758.T)(SNE)（平面廣告）
- 2004年：國泰航空(0293.HK)

### MV
- Sun Boyz -《衝浪男孩》
- 高遠 -《好朋友》
- 關智斌 -tvb version《靈犀》
- Twins -tvb version《熱浪假期》
- Isabella -《說．再見》mtv

## 外部連結
- 馮皓詩在香港影庫上的簡介
- 英皇娛樂-馮皓詩官方網站 （页面存档备份，存于）
- 馮皓詩-blog （页面存档备份，存于）
- 馮皓詩的Instagram帳戶